# ببر جزر السوندا
بَبْر جُزر السُوندا أو بَبْر السُوندا (الاسم العلمي: Panthera tigris sondaica) هو نويعة من الببور موئله الطبيعي في جُزر السُوندا بدولة إندونيسيا. تُسمَّى جُمهرات هذه النويعة بأسماء عِدَّة منها ما يأتي:

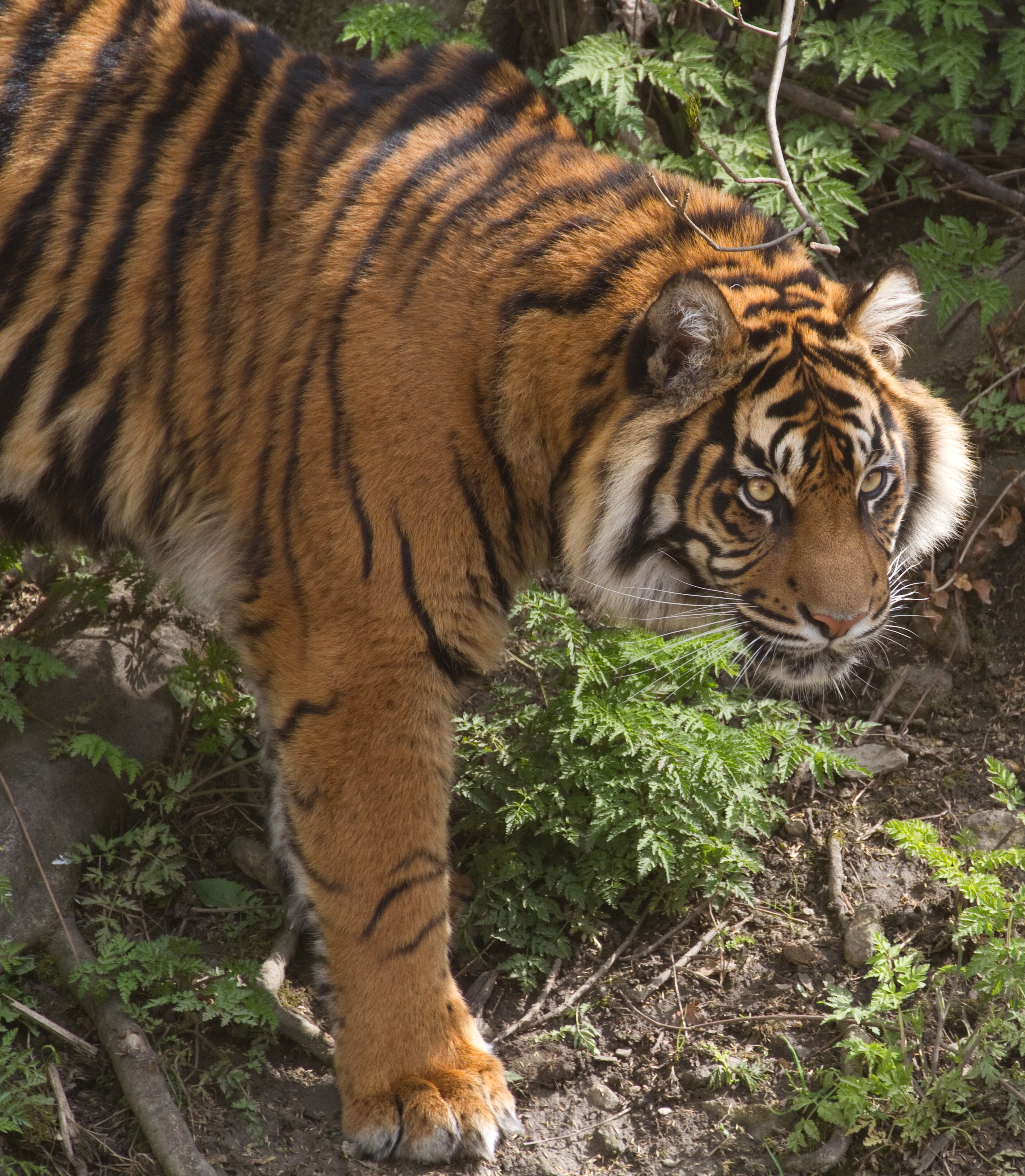
الببر السومطري

- الببر الجاوي (الاسم العلمي: Panthera tigris sondaica)- جُمهرة منقرضة من الببر في جاوة[3]
- ببر بالي، سابقاً كان اسمه العلمي Panthera tigris balica (وضعه شفارتز سنة 1912)- جمهرة منقرضة من الببر في بالي[4]
- الببر السومطري، سابقاً كان اسمه العلمي Panthera tigris Sumatrae (وضعه بوكوك عام 1929)- جمهرة الببور الحية في سومطرة[5]

## انظر ايضاً
- ببر البر الرئيسي الآسيوي